# Limulodes parki
Limulodes parki — вид жуків родини перокрилок (Ptiliidae). Поширений у США (штати Айова, Іллінойс, Індіана, Техас).